# Janet Rossant
Janet Rossant (13 luglio 1950) è una biologa e ricercatrice canadese.

## Biografia
Janet Rossant si è formata alle Università di Oxford e Cambridge e dal 1977 lavora in Canada, prima alla Brock University e poi al Samuel Lunenfeld Research Institute (Mount Sinai Hospital, Toronto), dal 1985 al 2005.
È Senior Scientist per il Developmental & Stem Cell Biology Program ("Programma per la biologia dello sviluppo e delle cellule staminali") e Direttore di ricerca presso l'Hospital for Sick Children di Toronto. È Professore ordinario dell'Università di Toronto presso i dipartimenti di genetica molecolare, ostetricia/ginecologia e pediatria.
È vice direttore scientifico del Canadian Stem Cell Network e dirige il Centre for Modelling Human Disease di Toronto che si occupa della mutagenesi del genoma per sviluppare modelli di malattie umane nei topi.
È membro della Royal Society di Londra e del Canada ed è Associato straniero dell'Accademia nazionale delle scienze degli Stati Uniti d'America.
I suoi interessi di ricerca si concentrano sul controllo genetico dello sviluppo normale o anomalo degli embrioni di topo, utilizzando sia le tecniche di manipolazione sia genetica sia cellulare. Le sue ricerche sugli embrioni hanno condotto alla scoperta di un nuovo tipo di cellula staminale della placenta, la cellula del trofoblasto.
Il suo contributo alla scienza è stato riconosciuto con diversi premi internazionali, tra i quali: Killam Prize for Health Sciences, March of Dimes Prize per la biologia dello sviluppo, Conklin Medal Society for Developmental Biology e CIHR Michael Smith Prize in Health Research, uno dei premi più prestigiosi per la ricerca in Canada. A giugno 2013 ha ricevuto la Ross G. Harrison Medal (premio alla carriera) dalla International Society of Developmental Biologists ed è stata nominata presidente della International Society for Stem Cell Research (ISSCR).
Janet Rossant è attivamente coinvolta nel dibattito internazionale delle comunità scientifiche sulla biologia dello sviluppo e delle cellule staminali.

## Principali riconoscimenti
- Michael Smith Prize of the Canadian Institutes of Health Research (2005)
- March of Dimes Prize in Developmental Biology, su marchofdimes.com.
- Arthur Wynn Gold Medal dalla Canadian Society for Molecular Biosciences (CSMB)(2014)